# Tabaibal del Porís
Tabaibal del Porís este o arie protejată (arie specială de conservare — SAC, sit de importanță comunitară — SCI) din Spania întinsă pe o suprafață de 47,5 ha, integral pe uscat.

## Localizare
Centrul sitului Tabaibal del Porís este situat la coordonatele 28°10′38″N 16°25′45″W / 28.1771°N 16.4293°V.

## Înființare
Situl Tabaibal del Porís a fost declarat sit de importanță comunitară în octombrie 1999 pentru a proteja 1 specie de plante. Situl a fost protejat și ca arie specială de conservare în ianuarie 2010.

## Biodiversitate
Situată în ecoregiunea , aria protejată conține 2 habitate naturale: Tufărișuri termo-mediteraneene și de pre-deșert, Faleze cu floră endemică de pe coastele macaroneziene.
La baza desemnării sitului se află o specie protejată de  plante: Atractylis preauxiana.